# Krippensteinkapelle

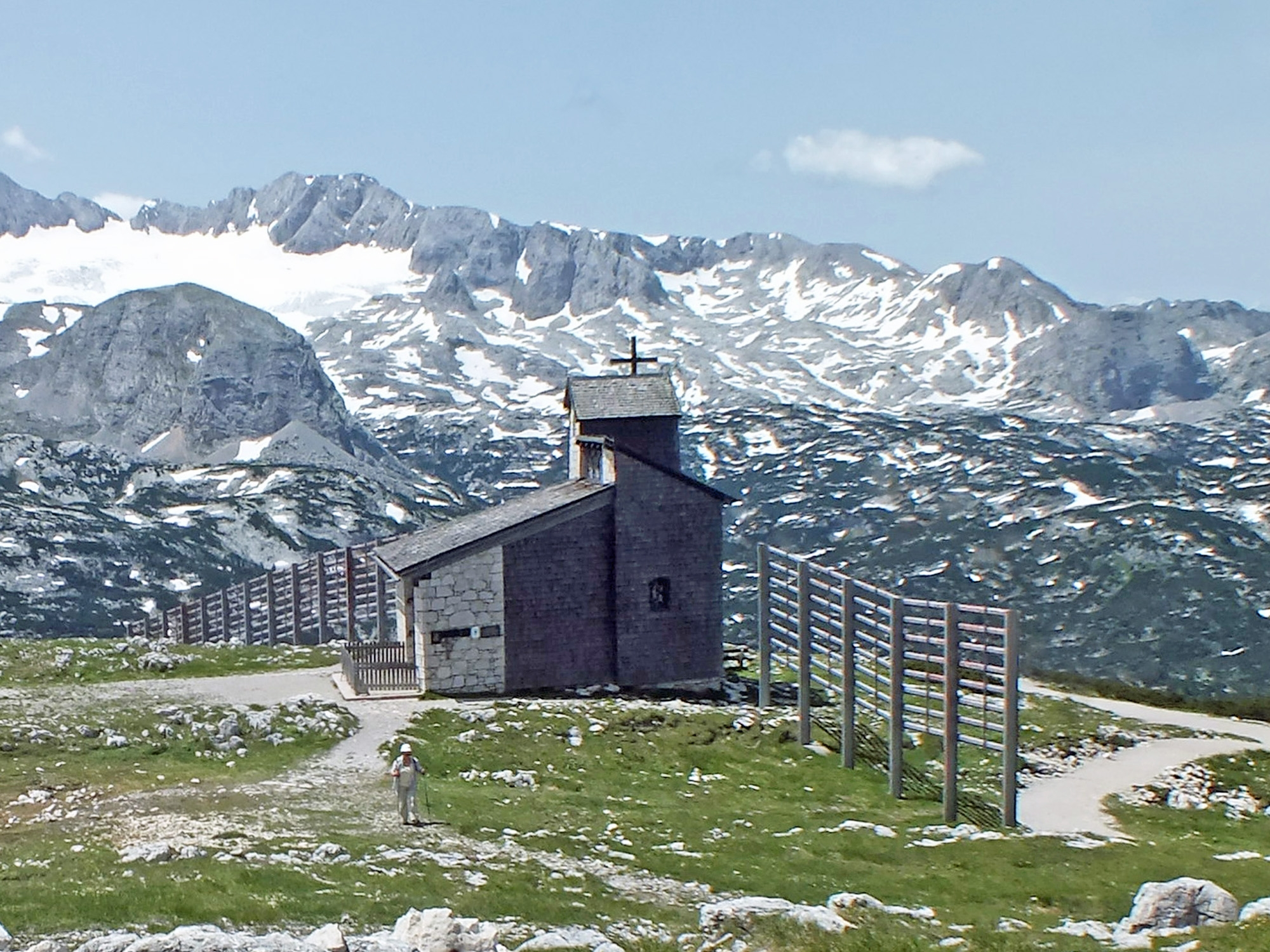
Krippensteinkapelle

Die Krippensteinkapelle (auch Heilbronner Kapelle) wurde 1959 am Krippenstein zur Erinnerung an die Opfer des Heilbronner Dachsteinunglücks errichtet. Architekt ist Gottfried Nobl.

## Geschichte, Ausstattung und Nutzung
Nach dem Heilbronner Dachsteinunglück von 1954, das dreizehn Todesopfer gefordert hatte, wurde eine Kapelle nach Plänen von Gottfried Nobl errichtet und am 11. Juli 1959 durch Bischof Franz Salesius Zauner geweiht. Der Standort ist in der Nähe des Hauptgipfels des Hohen Krippensteins in 2100 Meter Seehöhe. Die Kapelle ist für Katholiken und Protestanten bestimmt.
Ursprünglich war ein barocker Barbara-Altar aufgestellt, der sich heute im Hallstätter Museum befindet. Im Turm hängt eine Glocke aus der Stadt Heilbronn, das Heilbronner Geläute und über dem Altar befinden sich zwei Holztafeln mit den Seligpreisungen Jesu. Diese Tafeln in Kerbschnitt sind eine Arbeit der Holzfachschule Hallstatt.
Hier finden Berggottesdienste und Gedenkveranstaltungen statt. Es werden auch Hochzeiten abgehalten.

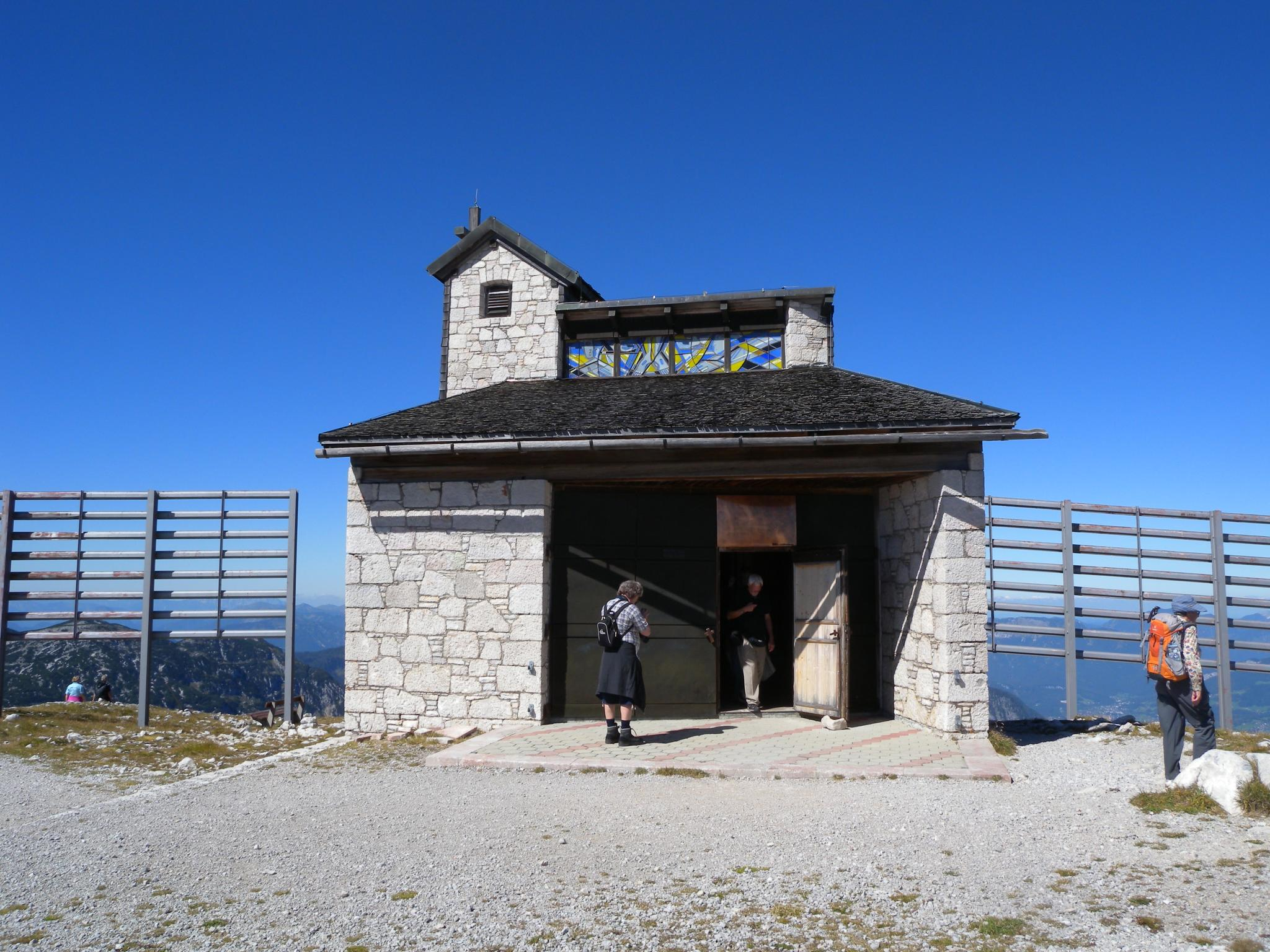
Eingang
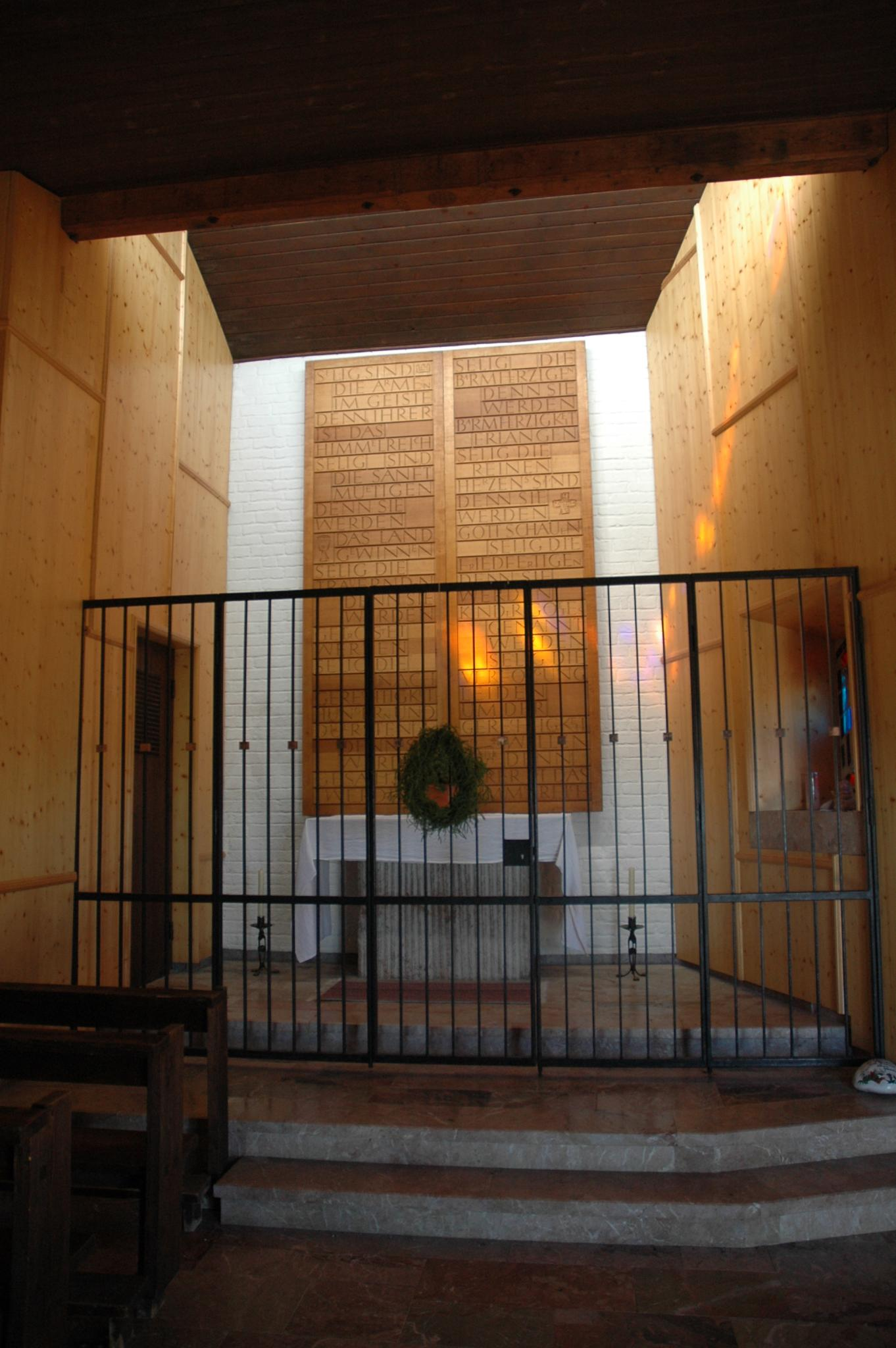
Altar mit Seligpreisungen